# Esala Masi
Esala Masi (9 de marzo de 1974, Ba, Fiyi) es un exfutbolista fiyiano que jugaba como delantero. Su retiro se efectuó en 2013 jugando para el Mitchelton FC de Australia.
Es jugador con más goles y más presencias en la historia de la Selección de Fiyi

## Carrera
Debutó en el Ba FC de su ciudad natal. En 1995 se transfirió a Australia y comenzó una carrera por una gran cantidad de equipos de dicho país, llegando a jugar en el Newcastle Jets y el Wollongong Wolves, volvió dos veces a Fiyi para jugar en el Ba FC y en el Navua FC, pero en las dos ocasiones solo estuvo una temporada, para volver posteriormente a Australia. En 2013, a la edad de 36 años anunció su retiro del fútbol.

### Clubes
| Club                  | País      | Año         |
| --------------------- | --------- | ----------- |
| Gippsland Falcons     | Australia | 1995 - 1997 |
| Wollongong City       | Australia | 1997 - 1999 |
| West Sydney Berries   | Australia | 1999        |
| Wollongong Wolves     | Australia | 2000        |
| Newcastle Jets        | Australia | 2000 - 2004 |
| South Cardiff Gunners | Australia | 2004        |
| 4R Electrical Ba      | Fiyi      | 2005        |
| Oakleigh Cannons FC   | Australia | 2006 - 2007 |
| Frankston Pines FC    | Australia | 2008        |
| Altona Magic SC       | Australia | 2008        |
| Navua FC              | Fiyi      | 2009        |
| Pine Rivers United    | Australia | 2009        |
| Mitchelton FC         | Australia | 2010 - 2013 |

### Selección nacional
Masi debutó con Fiyi en 1997, frente a Nueva Zelanda. Jugó un total de 52 partidos convirtiendo 32 goles, a nivel internacional, convirtiéndose en el jugador que más partidos y goles con la selección fiyiana.

#### Participaciones en Copas de las Naciones de la OFC
| Edición            | Resultado     | PJ | Goles |
| ------------------ | ------------- | -- | ----- |
| Australia 1998     | Tercer puesto | 4  | 3     |
| Nueva Zelanda 2002 | Primera ronda | 3  | 0     |

### Distinciones individuales
| Distinción                                           | Año  |
| ---------------------------------------------------- | ---- |
| Nominado por la FIFA como Jugador Mundial de la FIFA | 2003 |